# Sinal do tampão mucoso
Sinal do tampão mucoso ou simplesmente tampão mucoso sanguinolento é a passagem de uma pequena quantidade de sangue ou muco com sangue pela vagina no final da gravidez. É causada pelo afinamento e dilatação do colo do útero, levando ao descolamento do tampão mucoso cervical que sela o colo durante a gravidez e à ruptura de pequenos vasos sanguíneos cervicais, sendo um dos sinais de que o trabalho de parto pode estar próximo. O tampão mucoso sanguinolento pode ser expelido pela vagina em partes ou de uma só vez e geralmente aparece como um pedaço de muco semelhante a gelatina manchado de sangue. Embora o tampão mucoso sanguinolento possa ser alarmante no início, não é uma preocupação para a saúde da gestante após 37 semanas de gestação.

## Sinais e sintomas
O tampão mucoso sanguinolento é reconhecido pela presença de muco e sangue que se combinam e são eliminados do colo do útero antes do início do parto. Às vezes, é usado como indicação de que o trabalho de parto está ativo, podendo ocorrer como resultado do seu início. O tampão mucoso sanguinolento também pode ocorrer junto com outros sintomas do início do parto, incluindo contrações dolorosas, grau de apagamento cervical e/ou ruptura espontânea das membranas. A intensidade dos sintomas varia de pessoa para pessoa, sendo esses sintomas geralmente mais comuns que o tampão mucoso sanguinolento.
O tampão mucoso pode ocorrer antes do parto, às vezes até três dias antes da data real de nascimento. Quando ocorre, a gestante é incentivada a procurar uma parteira ou médico, pois pode ser um indício de trabalho de parto ativo. Pode ocorrer de forma gradual ou de uma vez, mas indica que o parto se aproxima.
O tampão mucoso é a causa mais comum de sangramento no final da gravidez e frequentemente se apresenta como sangramento leve misturado ao muco, acompanhado de outros sinais de início do parto (contrações, dilatação cervical, apagamento do colo do útero). Embora não seja considerado sangramento grave, sua ocorrência sinaliza que o trabalho de parto está começando ou começará em breve.

## Diagnóstico
Os exames diagnósticos utilizados para determinar o tipo de sangramento vaginal dependem da idade gestacional, histórico da gravidez e de sangramentos, histórico médico, exame físico e exames laboratoriais.
- Histórico da gravidez atual – data provável do parto, fatores de risco para complicações, dor abdominal, contrações uterinas[10][11]
- Histórico de gestações anteriores – número de gestações confirmadas, número de partos a termo, número de abortos, fatores de risco para sangramentos maiores (ex.: cesariana prévia)[10]
- Características do sangramento – cor, aparência, início, presença de dor[10]
- Exame físico – sinais vitais (incluindo pressão arterial), palpação abdominal, exame especular ou toque vaginal[10][12]
- Ultrassonografia e/ou ressonância magnética – avaliação da localização e formato do útero[12][13]
- Exames laboratoriais – hemograma completo, testes de coagulação[10]

### Diagnósticos diferenciais
O sangramento vaginal pode ocorrer em qualquer momento da gravidez. No final da gestação, pode ser normal, mas também pode indicar problemas mais graves, como aborto, placenta prévia ou descolamento prematuro da placenta. O tampão mucoso sanguinolento é considerado um diagnóstico de exclusão, ou seja, elimina outras causas de sangramento vaginal. Outras causas incluem descolamento prematuro da placenta, placenta prévia, vasa prévia, ruptura uterina e causas não obstétricas.
Embora o sangramento mucoso não seja considerado como sangramento vaginal que requeira intervenção médica, outros tipos mais graves de sangramento podem se apresentar visivelmente como sangramento menor. Assim, se qualquer um dos seguintes sinais for observado, um exame mais detalhado é necessário para descartar causas graves de sangramento:
- Hipotensão materna
- Útero tenso e/ou doloroso
- Sofrimento fetal – desaceleração, bradicardia, perda dos batimentos cardíacos
- Cessação do trabalho de parto e/ou incapacidade do útero de contrair

## Manejo
O tampão mucoso sanguinolento não é considerado anormal no contexto da gravidez; portanto, não requer tratamento.
Se ocorrer muito cedo na gestação, existem algumas opções para reduzir o risco aumentado de infecção e de parto prematuro. O parto prematuro ocorre quando o colo do útero se abre após a 20ª semana e antes da 37ª. Essas opções incluem repouso, evitar atividades intensas, monitorar sinais de trabalho de parto ativo e suturar o colo do útero. Às vezes, o colo é suturado para ajudar a prevenir infecções ou danos ao feto em desenvolvimento. O manejo do início do trabalho de parto, após a saída do tampão mucoso, pode incluir técnicas de respiração e hidratação para manter o relaxamento antes do nascimento.

## Mecanismo
O trabalho de parto começa com a supressão dos efeitos inibitórios sobre a contração do miométrio, levando à dilatação do colo e à passagem do feto pelo canal de parto. Isso ocorre por eventos bioquímicos intrauterinos que levam ao amolecimento e dilatação do colo. As células deciduais, que desempenham papel nutricional na formação da placenta, promovem a síntese e liberação de prostaglandinas e citocinas pró-inflamatórias. As prostaglandinas são fundamentais no início do parto, pois sincronizam a ativação uterina e o amadurecimento cervical. Em algumas gestantes, o sangramento de vasos do colo pode levar à liberação precoce de prostaglandinas. Além delas, a ocitocina placentária é outro neuropeptídeo chave liberado no início do parto. A ocitocina induz contrações miometriais e é usada com frequência para a indução ou intensificação das contrações.
Nucleotídeos cíclicos, como o monofosfato cíclico de guanosina (cGMP) e o monofosfato cíclico de adenosina (cAMP), ativam proteínas quinases específicas, gerando respostas intracelulares rápidas. O cGMP medeia o óxido nítrico no miométrio, permitindo o relaxamento uterino. O cAMP influencia o relaxamento do músculo liso miometrial por meio da adenilato ciclase (ADCY), proteína quinase A (PKA) e fosfodiesterases.
Esse processo bioquímico prepara a gestante para o parto. O muco vaginal pode aumentar em quantidade durante a gravidez. Embora o muco vaginal seja considerado normal, pode conter raias de sangue ou apresentar coloração avermelhada. Conforme o colo apaga e dilata em preparação para o parto, pequenos vasos podem se romper, misturando sangue ao muco vaginal proveniente do tampão mucoso deslocado. O tampão mucoso é uma barreira de muco que protege contra agentes infecciosos que poderiam causar vaginose bacteriana ou prejudicar o feto. Ele contém agentes antimicrobianos semelhantes ao muco da cavidade nasal. Forma-se durante a gravidez para manter o útero livre de patógenos. Quando se desprende, pode iniciar o tampão mucoso sanguinolento. Com a dilatação dos vasos cervicais, ocorre ruptura das membranas, permitindo que sangue e líquido amniótico se acumulem no fundo da vagina.

## Epidemiologia
Embora o tampão mucoso sanguinolento possa ocorrer como parte natural do trabalho de parto, atividades como relações sexuais, pressão pélvica ou trauma podem desencadeá-lo. Fatores de risco que aumentam as chances de parto prematuro e de ocorrência do tampão incluem pré-eclâmpsia e complicações de parto que colocam em risco a saúde da mãe ou do feto. Outros fatores incluem hipertensão, distúrbios de coagulação, diabetes, infecções sexualmente transmissíveis ou vaginais, aumentando o risco de saída precoce do tampão.

## História
O tampão mucoso sanguinolento foi mencionado pela primeira vez em um artigo de 1995.